# Nina Savina
Nina Savina (n. 29 septembrie 1915, Petrograd, Imperiul Rus – d. 1965, Leningrad, RSFS Rusă, URSS) a fost o canoistă ce a reprezentat Uniunea Republicilor Sovietice Socialiste, medaliată olimpică. A participat la o ediție a Jocurilor Olimpice (1952) în care a câștigat o medalie de bronz.

## Participări
Lista de mai jos prezintă principalele competiții la care a participat Nina Savina de-a lungul carierei.
- canoeing at the 1952 Summer Olympics – women's K-1 500 metres[*]